# Fisioterapia neurofuncional
A fisioterapia neurofuncional é a área de atuação da fisioterapia que atua na prevenção e no tratamento de disfunções do sistema nervoso central e/ou do sistema nervoso periférico.
Entre as principais doenças do sistema nervoso central que geram sequelas funcionais, estão: os AVEs (acidente vascular encefálico), também conhecido como AVC, DVE ou, popularmente, "derrame"); os TCEs (traumatismo cranioencefálico, que abrange desde um pequeno choque contra a parede até uma lesão por projétil de arma de fogo, por exemplo); os TRMs (traumatismo raquimedular, que aparece com maior frequência em locais onde se pratica o mergulho — salto — e nos acidentes automobilísticos); e as doenças decorrentes de alterações genéticas.
Com relação aos distúrbios do sistema nervoso periférico, verifica-se maior ocorrência de sequelas funcionais após fraturas ósseas importantes, em traumas diretos sobre os nervos periféricos, em casos graves de herniação discal, além de outros distúrbios de origem metabólica (diabetes mellitus), tóxica (metais pesados) ou infecciosa (poliomielite).
As principais sequelas motoras nas lesões do sistema nervoso central são a hipertonia e a hiper-reflexia, associadas a distúrbios da sensibilidade com magnitude e complexidade variáveis. Por outro lado, nas lesões do sistema nervoso periférico observa-se o oposto, isto é, hipotonia e hiporreflexia ou até mesmo arreflexia. 
Adicionalmente, dependendo das características estruturais do nervo lesionado, alterações sensitivas e autonômicas também podem ser encontradas em associação. É importante destacar que a perda de força é uma consequência comum a todos, porém, nas lesões de sistema nervoso central essa perda de força se dá principalmente pela ausência de controle de contração que pode, com o passar do tempo, levar ao desuso da região acometida que, por sua vez, compromete ainda mais a capacidade funcional. No sistema nervoso periférico, a perda de força pode ocorrer pela ausência do impulso conduzido pelo neurônio motor ou pela incapacidade de controle central decorrente da ausência de sensibilidade proprioceptiva adequada.